# Elle Macpherson
Elle Macpherson   (Killara, 29 de març de 1964) nom artistic d'Eleanor Nancy Gow és una model i actriu australiana. La seva esvelta figura va fer que es guanyés el cèlebre sobrenom de El cos, i és recordada per les seves cinc portades a Sports Illustrated (Swimsuit Edition)

## Biografia
Va néixer a Sydney, Austràlia el 1964. Elle és la més gran de quatre germans. Els seus progenitors es van divorciar quan ella tenia 14 anys i la seva mare es va tornar a casar amb Neil Macpherson, llavors Elle va adoptar el cognom patern del seu padrastre. Elle va estudiar un any de dret a la Universitat de Sydney.

## Moda, revistes i passarel·la
Mentre estava de vacances a Aspen (Colorado), Elle va ser descoberta i contractada per l'agència de models Click. Va arribar a ser una estrella internacional per la seva aparició a la revista ELLE, durant sis anys. Als 21 anys, es va casar per primera vegada amb Gilles Bensimon, un fotògraf i mànager creatiu de la revista. Eventualment, Elle també va posar per a la revista Sports Illustrated swimsuit Issue. McPherson va aparèixer a la portada fins a quatre vegades.
El 1986, la seva popularitat va augmentar prou perquè la revista TIME la posés a la portada d'un dels seus números sota el títol La Gran Elle. El govern australià simultàniament va oferir a Elle Macpherson un càrrec d'ambaixadora no-oficial de la Comissió de Turisme.
Macpherson és el major èxit financer de les supermodels de les passarel·les de moda. El 1997 es va estimar que Elle Macpherson era la supermodel amb més béns en el món, el valor va ascendir a 40.300.000 dòlars, estant per sobre de Cindy Crawford, en segon lloc del mateix rànquing, els béns de la qual ascendien a 37.700.000 dòlars.
Macpherson és sòcia del restaurant Fashion Café, juntament amb les models Claudia Schiffer, Christy Turlington i Naomi Campbell. També és propietària d'una reeixida marca de llenceria anomenada Elle Macpherson Intimate, els productes són manufacturats per l'empresa neozelandesa Bendon. Elle ha fet diversos actes de caritat, incloent donar suport als malalts de sida i gent sense llar.
Elle Macpherson és molt popular a Austràlia. El 1999 va ser escollida la cinquena celebritat australiana vivent i la seva imatge es va publicar en un segell postal.

## Cinema i televisió

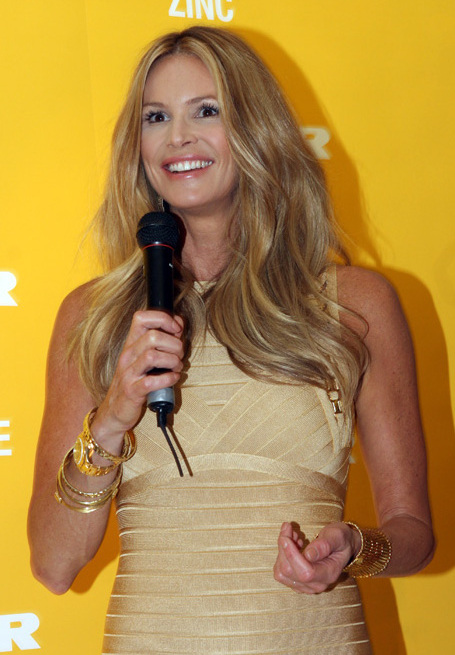
Macpherson, el 2011

Tot i que el 1990 aparegué a la pel·lícula Alice de Woody Allen, el seu debut al cinema es produí el 1994 amb la pel·lícula Sirenes, protagonitzada amb Hugh Grant i Sam Neill. Macpherson augmentà nou quilograms de pes per posar a l'estil de les models dels anys 1930. Va sorprendre admiradors i crítics per aparèixer nua en nombroses escenes d'un film, la qual cosa li va donar més publicitat que a diversos actors d'aquest film.
Macpherson va actuar en el film de Franco Zeffirelli Jane Eyre, enmig d'un nodrit repartiment: William Hurt, Charlotte Gainsbourg, Anna Paquin, Geraldine Chaplin, Joan Plowright; aquell any, també va actuar en el film Si no et cases, em mato (If Lucy Fells) amb Ben Stiller i Sarah Jessica Parker. I tindria un petit paper a les ordres de Barbra Streisand a la pel·lícula L'amor té dues cares, al costat de Jeff Bridges, Lauren Bacall i Pierce Brosnan.
El 1997 actuà en dues pel·lícules desiguals: és la nova noia-batman en la fallida Batman i Robin de Joel Schumacher, i la pel·lícula El desafiament de Lee Tamahori, amb guió de David Mamet, al costat d'Anthony Hopkins i Alec Baldwin, considerada la seva millor actuació.
A 1999, Macpherson va aparèixer en cinc episodis de la serial còmic televisiu nord-americà Friends interpretant la companya de pis i, breument, xicota de Joey, Janine Lecroix.
Participa en més projectes per al cinema (Com amics com aquests) al costat de David Strathairn i Martin Scorsese), però centra la seva carrera en televisió, bé sigui en telefilms com Etapes d'amor al costat de Rupert Everett i Sienna Miller o sèries com ara The beautiful life.

## Vida privada
Macpherson es va comprometre una altra vegada, però amb el financer suís Arpad Arki Busson el 2002, després de 6 anys de festeig. Té dos fills, Arpad Flynn i Aurelius Cy Andre. Es va divorciar el juliol del 2005.

## Filmografia
| Any                                 | Pel·lícula                                         |
| ----------------------------------- | -------------------------------------------------- |
| 1990                                | Alice                                              |
| 1994                                | Sirenes                                            |
| 1996                                | Jane Eyre                                          |
| 1996                                | Si no te casas, me mato                            |
| 1996                                | L'amor té dues cares                               |
| 1997                                | Batman i Robin (Batman & Robin)                    |
| 1997                                | The Edge                                           |
| 1998                                | Amb amics com aquests (With Friends Like These...) |
| 2000                                | Friends (Serie TV)                                 |
| 2001                                | A Girl Thing                                       |
| 2001                                | Etapas de amor                                     |
| 2009                                |                                                    |
| The Beautiful Life (Serie TV)       |                                                    |
| 2010–                               |                                                    |
| Britain's Next Top Model (Serie TV) |                                                    |